# 吞吐量
在如乙太網路及封包無線電之類的電信網路之中，吞吐量或網路吞吐量是指於一通訊通道上單位時間能成功傳遞的平均資料量，資料可以於實體或邏輯鏈結上傳遞，或通過某個網路節點。吞吐量的單位通常表示為位元每秒（bit/s或bps），有時也可看到封包每秒或封包每時槽等單位。
系統吞吐量或匯集吞吐量是指於一網路內單位時間所有終端傳遞的資料量的總和。
吞吐量可以用等候理論作數學上的分析。其中，單位時間的封包負戴標示為到達率λ，而單位時間的封包吞吐量則標示為離開率μ。
吞吐量實質上同義於數位頻寬消耗量。

## 另見
- 有效吞吐量
- 吞吐量量測
- 網路流量量測
- 頻譜效率
- 流量生成模型
- Iperf
- Ttcp
- bwping